# Wayne Rogers
Wayne Rogers (Birmingham, Alabama, VS, 7 april 1933 – Los Angeles, Californië, VS, 31 december 2015) was een Amerikaanse acteur, die vooral bekend werd als Captain 'Trapper John' McIntyre uit de eerste drie seizoenen van de Amerikaanse televisieserie M*A*S*H. Rogers verliet de serie in 1975 na een contractueel dispuut met de producenten, en omdat hij niet tevreden was dat het personage van collega-acteur Alan Alda meer aandacht kreeg, terwijl zijn personage naar de achtergrond verdween. Rogers  produceerde, schreef en regisseerde ook mee aan producties.
Na M*A*S*H speelde Rogers nog verscheidene rollen in televisiefilms en televisieseries zoals House Calls en Murder, She Wrote. Daarnaast was hij ook actief in de financiële sector met succesvolle beleggingen in vastgoed.
Rogers overleed eind 2015 aan de complicaties van een longontsteking op de leeftijd van 82 jaar.

## Filmografie
- Nobody Knows Anything! (2003) - Gun Schnook
- Miracle Dogs (televisiefilm, 2003) - Dr. Marchant
- 3 Days of Rain (2002) - Business Man
- Frozen with Fear (2000) - Charles Sullivan
- Coo Coo Cafe (2000) - Rol onbekend
- Love Lies Bleeding (1999) - Inspector Abberline
- Diagnosis Murder televisieserie - Dr. Ken Morrisay (Afl., Physician, Murder Thyself, 1997)
- Ghosts of Mississippi (1996) - Morris Dees
- Murder, She Wrote televisieserie - Charlie Garrett (5 afl., 1993, 2 keer 1994, 2 keer 1995)
- The Goodbye Bird (1993) - Ray Whitney
- Miracle Landing (televisiefilm, 1990) - Bob Schornstheimer
- Passion and Paradise (televisiefilm, 1989) - Raymond Schindler
- High Risk televisieserie - Presentator (Afl. onbekend, 1988
- Bluegrass (televisiefilm, 1988) - Lowell Shipleigh
- Drop-Out Mother (televisiefilm, 1988) - Jack Cromwell
- The Killing Time (1987) - Jake Winslow
- American Harvest (televisiefilm, 1987) - Walter Duncan
- The Girl Who Spelled Freedom (televisiefilm, 1986) - George Thrash
- One Terrific Guy (televisiefilm, 1986) - Mr. Brennan
- The Gig (1985) - Marty Flynn
- I Dream of Jeannie: 15 Years Later (televisiefilm, 1985) - Major Tony Nelson
- The Lady from Yesterday (televisiefilm, 1985) - Craig Weston
- He's Fired, She's Hired (televisiefilm, 1984) - Alex Grier
- Chiefs (Mini-serie, 1983) - Will Henry Lee
- House Calls televisieserie - Dr. Charley Michaels (Afl. onbekend, 1979-1982)
- The Hot Touch (1982) - Danny Fairchild
- Top of the Hill (televisiefilm, 1980) - Michael Stone
- Once in Paris... (1978) - Michael Moore
- Thou Shalt Not Commit Adultery (televisiefilm, 1978) - Vic Tannehill
- It Happened One Christmas (televisiefilm, 1977) - George Hatch
- Having Babies II (televisiefilm, 1977) - Lou Plotkin
- City of Angels televisieserie - Jake Axminster (Afl. onbekend, 1976)
- The November Plan (televisiefilm, 1976) - Jake Axminster
- M*A*S*H televisieserie - Army Captain 'Trapper John' McIntyre (72 afl., 1972-1975)
- Attack on Terror: The FBI vs. the Ku Klux Klan (televisiefilm, 1975) - Don Foster
- Barnaby Jones televisieserie - Gil Atkens (Afl., Echo of a Murder, 1973)
- Pocket Money (1972) - Stretch Russell
- The F.B.I. televisieserie - Jim Wade (Afl., Superstition Rock, 1971)
- Storefront Lawyers televisieserie - DA Tom Yorba (Afl., The View from the Top, 1971)
- WUSA (1970) - Calvin Minter
- The F.B.I. televisieserie - Bryan Carlson (Afl., The Traitor, 1970)
- The F.B.I. televisieserie - Ronald Brimlow (Afl., Deadfall, 1970)
- Lancer televisieserie - Lewis (Afl., The Escape, 1968)
- The F.B.I. televisieserie - George Peters (Afl., The Ninth Man, 1968)
- The Big Valley televisieserie - Don Jarvis (Afl., The Jonah, 1968)
- Cool Hand Luke (1967) - Gambler
- The Invaders televisieserie - Luitenant Mattson (Afl., The Spores, 1967)
- The F.B.I. televisieserie - Frank Rim (Afl., The Legend of John Rim, 1967)
- The F.B.I. televisieserie - Tyler Cary (Afl., The Extortionist, 1967)
- Shane televisieserie - Jim (Afl., The Big Fifty, 1966)
- The F.B.I. televisieserie - Logan Dupree (Afl., The Tormentors, 1966)
- Chamber of Horrors (1966) - Police Sgt. Jim Albertson
- Twelve O'Clock High televisieserie - Lt. Fredricks (Afl., A Distant Dry, 1966)
- Combat! televisieserie - Reiser (Afl., The Gun, 1966)
- The Long, Hot Summer televisieserie - Curley Beeman (2 afl., 1965, 1966)
- Honey West televisieserie - Jerry, the Photographer (Afl., Invitation to Limbo, 1965)
- Gunsmoke televisieserie - Stretch Morgan (Afl., Taps for Old Jeb, 1965)
- The Glory Guys (1965) - Lt. Mike Moran
- Death Valley Days televisieserie - Lieutenant Richard H. Pratt (Afl., The Journey, 1965)
- Gomer Pyle, U.S.M.C. televisieserie - Captain (Afl., A Date for the Colonel's Daughter, 1964)
- Arrest and Trial televisieserie - Rol onbekend (Afl., Run, Little Man, Run, 1963)
- Have Gun - Will Travel televisieserie - Daniel (Afl., Debutante, 1963)
- Alfred Hitchcock Presents televisieserie - Ken (Afl., The Big Kick, 1962)
- The Dick Powell Show televisieserie - John Bowers (Afl., The Clocks, 1962)
- Gunsmoke televisieserie - Brack Tracy (Afl., Cody's Code, 1962)
- Stagecoach West televisieserie - Luke Perry (Afl. onbekend, 1960-1961)
- The Millionaire televisieserie - Merrick (Afl., Millionaire Sylvia Merrick, 1960)
- Dead or Alive televisieserie - Ash Langford (Afl., Angela, 1960)
- Zane Grey Theatre televisieserie - Frank (Afl., The Lonely Gun, 1959)
- Odds Against Tomorrow (1959) - Soldier in bar
- Gunsmoke televisieserie - Tom Morey (Afl., False Witness, 1959)
- Law of the Plainsman televisieserie - Frank Anderson (Afl., Full Circle, 1959)

- Biblioteca Nacional de España: XX1641291
- Bibliothèque nationale de France: cb14221736n (data)
- Gemeinsame Normdatei: 1140036947
- International Standard Name Identifier: 0000 0001 1472 7663
- Library of Congress Control Number: no2003075537
- Nationale Bibliotheek van Tsjechië: xx0215790
- Nationale Bibliotheek van Israël: 987007327677005171
- Istituto Centrale per il Catalogo Unico: LO1V325793
- SNAC: w6989bv4
- Virtual International Authority File: 53842392
- WorldCat: E39PBJcKHq3qqfWxkDfJXDBHG3